# 흰무

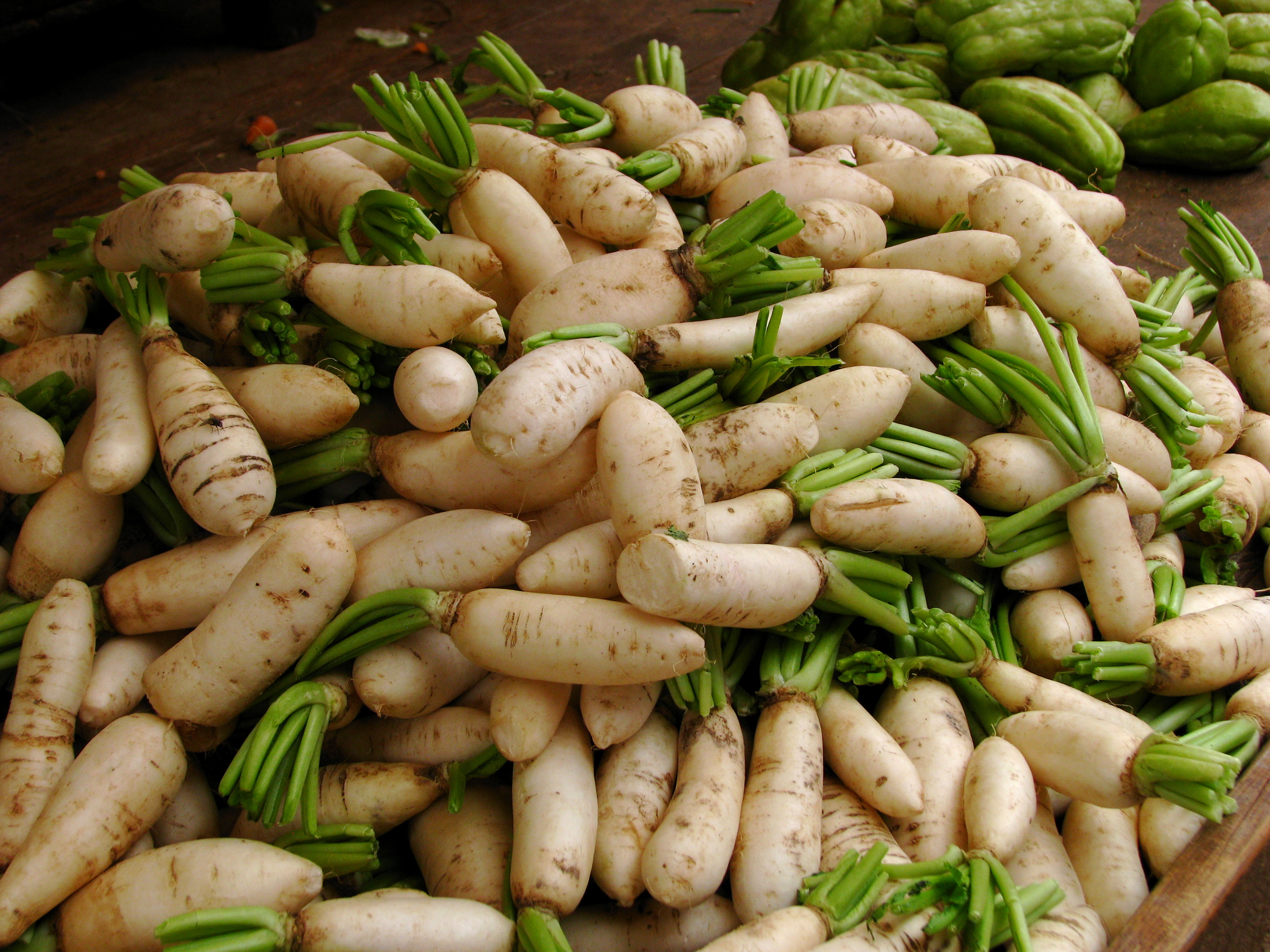

흰무, 백나복 또는 동양무는 동양에서 재배하는 크고 살이 흰 무를 가리킨다. 서양 무 종류에 비해 크고 긴 것이 특징이다. 둥글고 단단하며 윗부분이 푸른 조선무, 수분이 많으며 몸이 희고 긴 왜무, 뿌리가 잘고 무청째로 김치를 담그는 총각무, 둥글고 단단하며 매운맛이 강한 게걸무 등이 있다.
중국어로는 "흰무"라는 뜻인 "바이뤄보(白蘿蔔)"로 부르며, 영어권에서는 "무"를 뜻하는 힌디어 "물리"(मूली)를 딴 "물리(mooli)"나 일본어 "다이콘"(大根)을 딴 "다이콘(daikon)"으로 부르기도 한다. 한국어에서 "다이콘"은 주로 왜무를 일컫는다.

## 종류
- 게걸무
- 조선무
- 열무
- 왜무
- 초롱무
- 총각무
- 사쿠라지마 무: 사쿠라지마의 특산품으로, 전세계에서 제일 큰 무 품종이다.

## 같이 보기
- 보르도무 : 순무와 청피홍심무의 잡종이다.
- 비트
- 래디시
- 사탕무
- 순무
- 콜라비
- 무추
- 배무채
- 청피홍심무